# Hibiscus rosa-sinensis
Hibiscus rosa-sinensis, anomenat rosa de la Xina, cayena, rosella, hibisc, entre altres noms, és un arbust caducifoli de la família de les malvàcies, originari d'Àsia oriental.

## Descripció

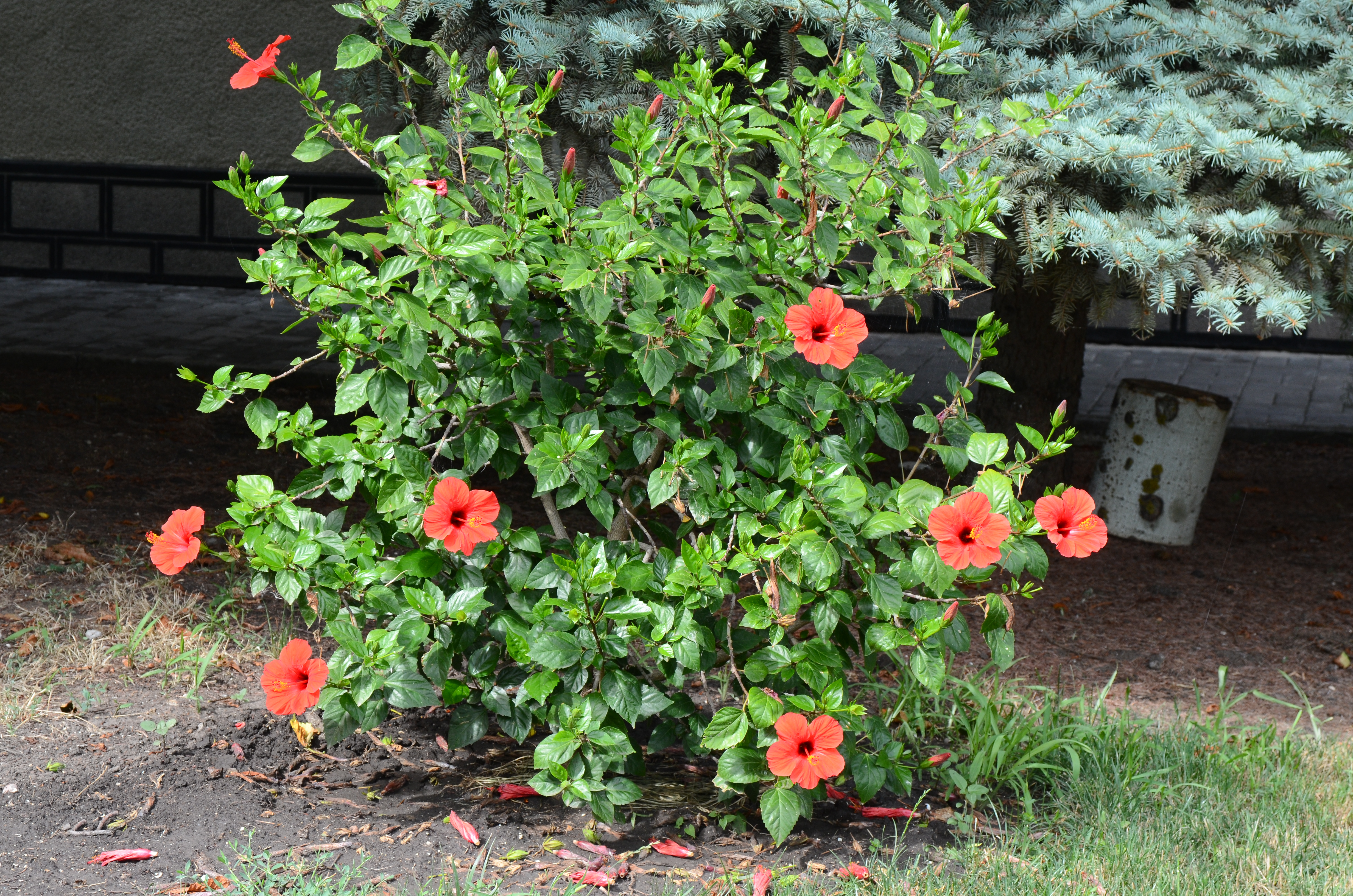
La planta sencera

Aquesta espècie forma un arbust o arbre petit d'entre 2 a 5 m d'altura. Les fulles, de color verd brillant, tornen de color negre a la tardor. Les seves fulles són peciolades, amples, d'ovalades a lanceolades amb vores dentades irregularment.
Les flors són grans, amb cinc pètals -en les varietats senzilles- de 6 a 12 cm de llarg. Els estams es disposen en forma columnar sobresortint de la corol·la. Hi ha nombrosos cultivars, varietats i híbrids, amb una àmplia gamma de colors: des del blanc pur, groc, taronja, vermell, escarlata i tints rosats, amb flors simples o dobles (és a dir, amb el doble de pètals).

## Usos
Es conrea com a planta ornamental als tròpics i subtròpics, incloent les costes mediterrànies.
Algunes parts de la planta són comestibles. Les fulles tendres es poden usar com a substitut dels espinacs, les flors es consumeixen crues o cuinades, també s'usen com a colorant donant un toc porpra als plats. L'arrel també és comestible, encara que de poc sabor, molt fibrosa i de textura mucilaginosa.
En la medicina xinesa se li atribueixen propietats antiespasmòdiques, analgèsiques, astringents, suaument laxants, emenagogues i antiirritants. També té usos cosmètics.

## Flor nacional
- És la flor nacional de Malàisia (bunga ragui en malai).
- Certes espècies d'hibisc són símbols de la República Dominicana, Puerto Rico i de Hawaii.[3]
- A Colòmbia és la flor de Barranquilla, de Girardot i de Barrancabermeja. També és la flor del departament de Còrdova on, a partir de 2025, dins del Festival de la Ramaderia que es realitza a Montería, es va crear per part de l'Assemblea departamental un premi -la Flor del Bonche- per a destacar als cultivadors locals.
- És la flor de l'estat mexicà de Tabasco.
- A Veneçuela, és la flor de l'estat del Zulia, de l'estat Nova Esparta, del municipi Antonio José de Sucre (Socopó) i de la parròquia Montalbán.[2]

## Taxonomia

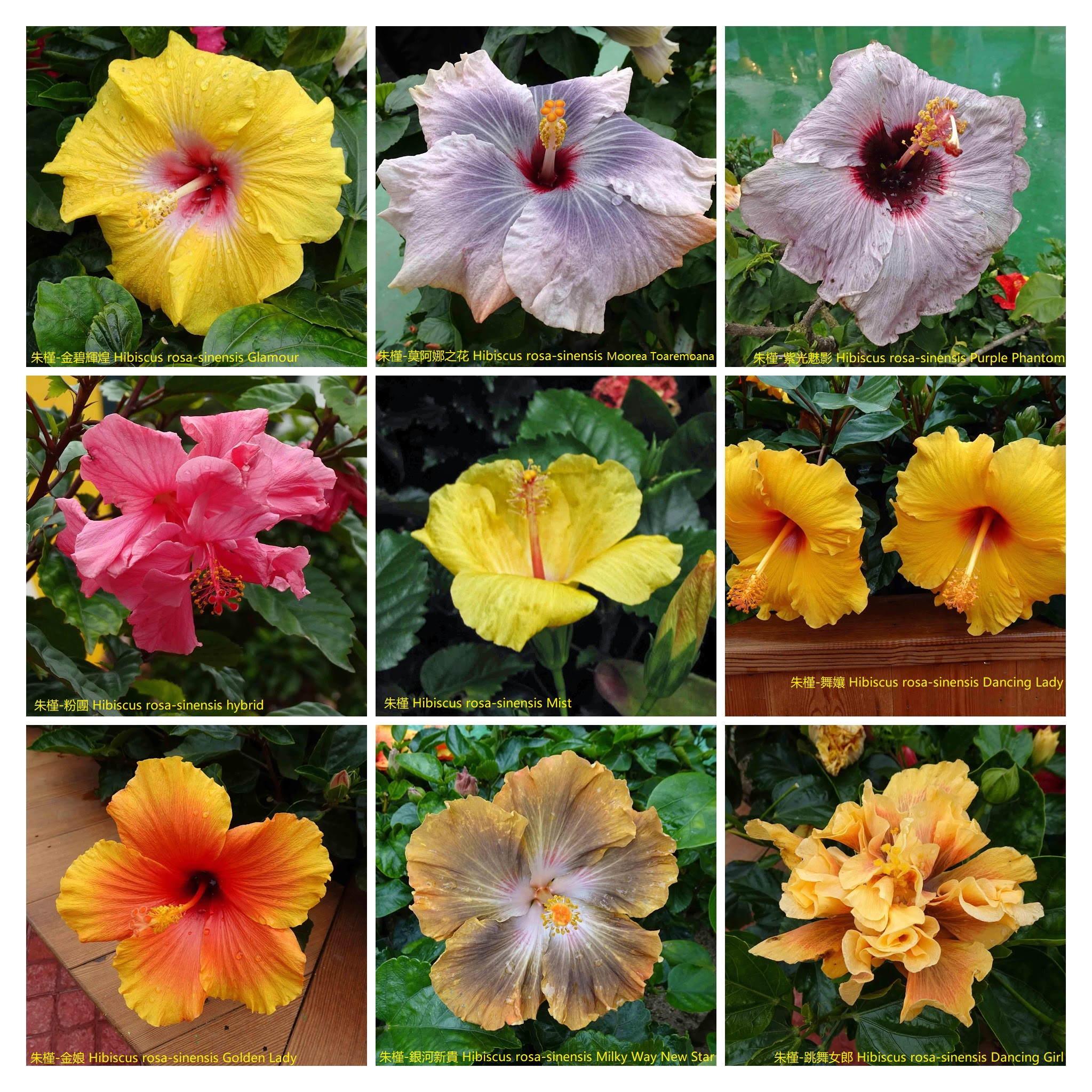
Diferents cultivars

Hibiscus rosa-sinensis va ser descrita per Carl von Linné i publicat en Species Plantarum 2: 694. 1753.

### Etimologia
Hibiscus: nom genèric que deriva de la paraula grega: βίσκος [bískos], que era el nom que va donar Dioscòrides (40-90 a. C.) a Althaea officinalis.
rosa-sinensis: epítet

### Sinonímia

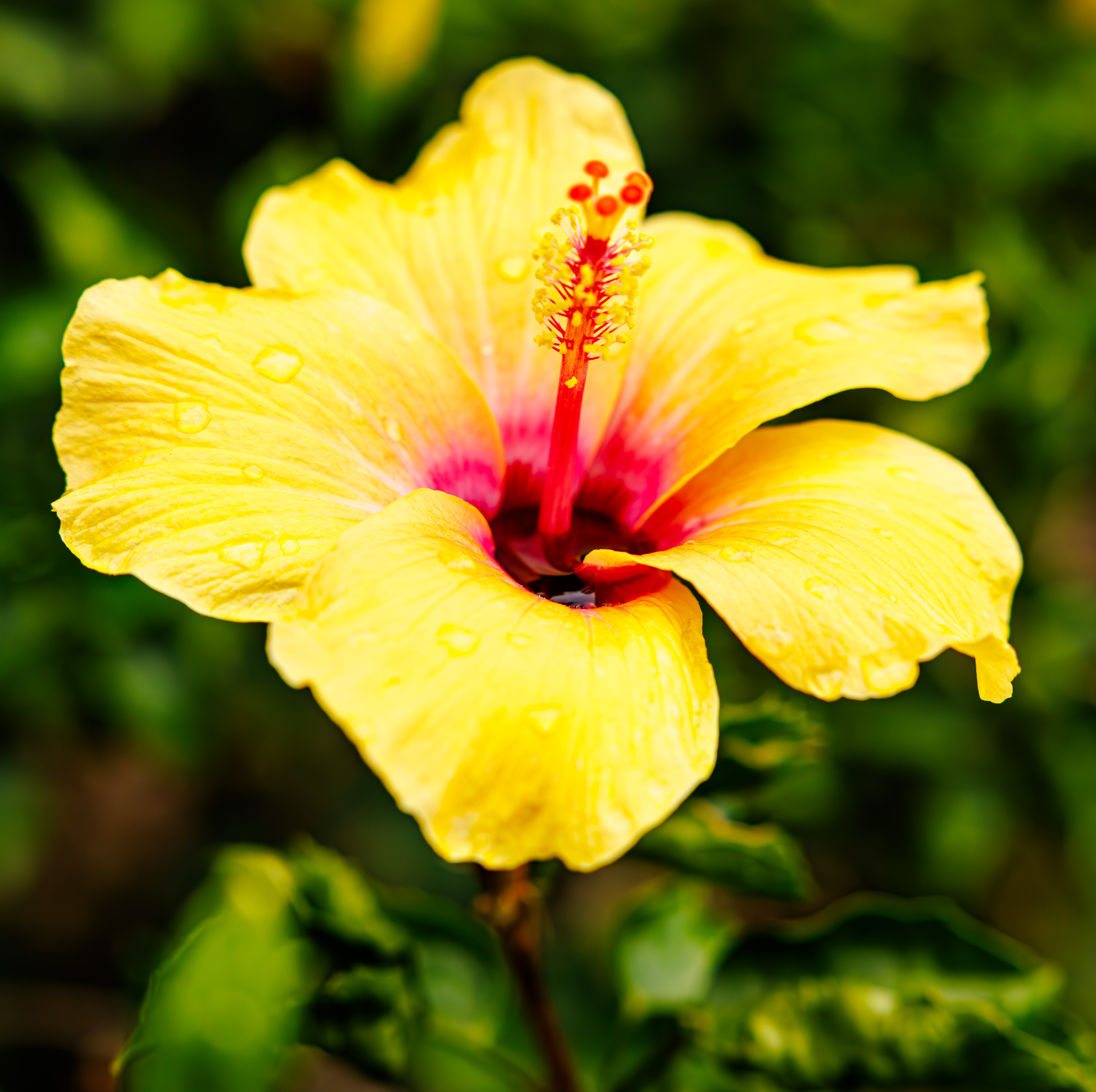
Flor groga

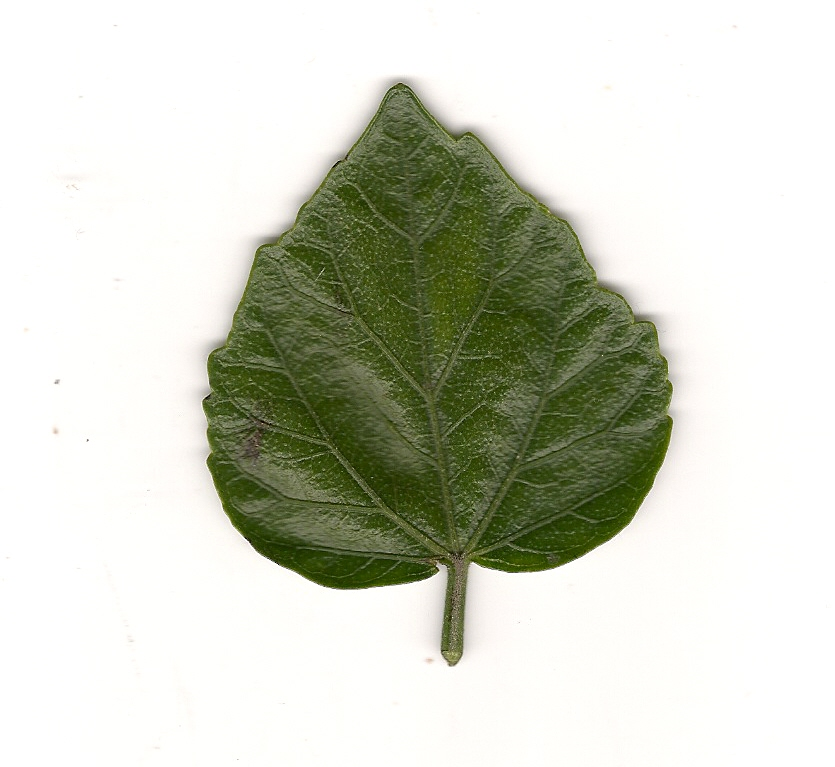
Fulla

- Hibiscus acetosella Welw. ex Hiern
- Hibiscus archboldianus Borss.Waalk.
- Hibiscus argentinus (Gürke) Kuntze
- Hibiscus arnottii Griff. ex Mast. 1872
- Hibiscus bodinieri H.Lév. 1913
- Hibiscus boryanus DC. 1824
- Hibiscus chancoae Krapov. & Fryxell 2004
- Hibiscus cooperi hort.
- Hibiscus festalis Salisb. 1796 nom. illeg.
- Hibiscus fragilis DC. 1824
- Hibiscus fulgens Baxter 1839
- Hibiscus furcellatoides Hochr. 1917
- Hibiscus geminiflorus Ernst 1887
- Hibiscus gibsonii Estocs ex-Harv. & Sond.
- Hibiscus hirtus (L.) Buch.-Ham. ex-Roxb.
- Hibiscus javanicus Weinm. ex-Mill. 1828
- Hibiscus kenneallyi Craven, F.D.Wilson i Fryxell 2003
- Hibiscus myriaster Scott-Elliot, 1891
- Hibiscus papilionaceus Banks ex-Poir.
- Hibiscus rosa-sinensis var. carneoplenus Sweet, 1826
- Hibiscus rosa-sinensis var. luteoplenus Sweet, 1826
- Hibiscus rosa-sinensis var. flavescens Kuntze, 1891
- Hibiscus rosa-sinensis var. variegatus Sweet 1826
- Hibiscus rosa-sinensis var. flavoplenus Sweet 1826
- Hibiscus rosa-sinensis var. rubroplenus Sweet 1826
- Hibiscus rosa-sinensis var. floreplenus Seem. 1865
- Hibiscus rosa-sinensis var. genuinus Hochr. 1900 nom. inadmiss.
- Hibiscus rosiflorus Stokes 1812 nom. Illeg.
- Hibiscus squamosus Gagnep. 1944
- Hibiscus strigosus Schumach. & Thonn. 1827
- Hibiscus submonospermus Hochr. ex T.Durand & De Wild.